# Hedwig Jung-Danielewicz

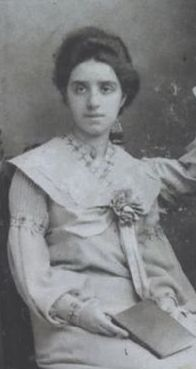
Hedwig Danielewicz (1900)

Hedwig Margarete Jung-Danielewicz (* 5. Dezember 1880 in Berlin; † 1942 vermutlich in Belarus) war eine deutsche Ärztin. Sie war eine der ersten Frauen in Deutschland, die ein Medizinstudium abschlossen. Als Witwe des Malers Carl Jung-Dörfler verwaltete sie dessen Nachlass. In der Zeit des Nationalsozialismus wurde sie aufgrund ihrer jüdischen Herkunft 1941 in das Ghetto Minsk deportiert und Opfer des Holocaust.

## Biographie

### Jugend und Studium
Hedwig Danielewicz wurde als zweitältestes Kind des Immobilienmaklers Michaelis Danielewicz und dessen Frau Henriette Danielewicz, geborene Nehab, in der elterlichen Wohnung in der Markusstraße 51 (heute in etwa Lichtenberger Straße 36) in der Stralauer Vorstadt geboren. Sie hatte vier Geschwister: Richard (geb. 1879), Else (geb. 1882), Klara (geb. 1886) und Käte (geb. 1890). Der aus Posen stammende Vater trennte sich und seine Familie bewusst von der jüdischen Tradition und bemühte sich um „vollkommene Integration in die deutsche Kultur“. Jegliche Religiosität war aus der Familie verbannt, der Vater, ein Freidenker und Atheist, glaubte an „Fortschritt“ und „Wissenschaft“. Seine Geschäfte als Makler liefen mit den Jahren immer schlechter, so dass die Familie verarmte und dort eine bedrückende und lieblose Atmosphäre entstand, die Hedwig Danielewicz ihr Leben lang prägen sollte. Hinzu kamen frühe Erfahrungen antisemitischer Demütigungen. Die Situation der Familie verbesserte sich, nachdem ihr Onkel Robert Danielewicz, der auf Druck der Familie und „wider eigene Neigung“ reich geheiratet hatte, der Familie seines Bruders eine Wohnung zur Verfügung stellte und die Ausbildung von Hedwig und Richard, der Zahnmedizin studierte, finanzierte.
Ab 1889 besuchte Hedwig Danielewicz das Sophien-Lyzeum in Berlin und anschließend die Gymnasialkurse von Helene Lange. (Als Lange im Mai 1930 starb, hielt Danielewicz in Düsseldorf eine Gedächtnisrede vor der Ortsgruppe des Bundes Deutscher Ärztinnen, dessen Mitglied sie inzwischen war.) 1901 absolvierte sie ihr Abitur und zählte damit zu den „frühesten Jahrgängen weiblicher Oberschüler, die die Hochschulreife erwarben“. Auf Wunsch ihrer Familie sollte sie Ärztin werden, ein Anspruch, dem sich die introvertierte und schüchterne Frau zunächst nicht gewachsen fühlte. Sie selbst sah sich als künftige Ehefrau, die sich liebevoll um Mann und Kinder kümmere.
Zum Wintersemester 1901/02 nahm Danielewicz dennoch als nicht-immatrikulierte Gasthörerin das Medizinstudium in Berlin auf. Der dortige Ordinarius Wilhelm Waldeyer weigerte sich jedoch, Frauen zu seinen Vorlesungen zuzulassen. Nach zwei Semestern wechselte sie deshalb nach Heidelberg in Baden, wo sie als „studiosus medicinae“ immatrikuliert wurde (die Universität verfügte noch nicht über Formulare für Frauen). Im Sommersemester 1903 kehrte sie vorübergehend zum Studium nach Berlin zurück, wechselte aber aufgrund neuerlicher Probleme mit einem Dozenten erneut, nun nach Freiburg. Ihre fünf klinischen Semester konnte sie doch in Berlin absolvieren, wo sie am 29. Januar 1907 als eine der ersten Frauen ihre ärztliche Prüfung ablegte. Ihr praktisches Jahr verbrachte sie am Friedrich-Wilhelm-Stift in Bonn und wurde am 25. Mai 1908 mit einer Arbeit zum Thema Klinische Beiträge zur Pyocyanasebehandlung promoviert. Anschließend erhielt sie ihre erste bezahlte Anstellung in der Volksheilstätte der Landesversicherungsanstalt in Beelitz bei Berlin. Als „Volontär-Assistentin“ ohne Bezahlung bei Ernst Bumm eignete sie sich Fähigkeiten in der Geburtshilfe an.
Um in der Nähe ihres damaligen Freundes Hermann Loeschcke, eines in Köln tätigen Arztes, zu sein, nahm Hedwig Danielewicz eine Stelle am Elisabeth-Krankenhaus in Aachen an, wo sie von ihren männlichen Kollegen schikaniert wurde, ebenso erging es ihr am Städtischen Krankenhaus in Koblenz. Loeschcke verließ sie nach einer dreijährigen Beziehung, um eine andere Frau zu heiraten – eine von mehreren Erfahrungen, bei denen Männer mit ihr zwar eine Liebesbeziehung eingingen, sich aber zu ihr als Jüdin nicht öffentlich bekennen wollten. Sie zog nach Düsseldorf und eröffnete 1912 in der Schadowstraße als erste Frau in der Stadt eine eigene Praxis als „Frauen- und Kinderärztin“. Möglich war ihr diese Existenzgründung nur, weil ihr die jüdische Ärztin Martha Wygodzinski, die sie vorher nicht persönlich gekannt hatte, ein zinsloses Darlehen über 3000 Mark zukommen ließ. „Die Wahl Düsseldorfs als Ort meiner Niederlassung geschah nach meiner damaligen resignierten, hoffnungslosen Stimmung ohne große Sorgfalt“, schrieb sie später.

### Ehe mit Carl Jung-Dörfler
Im Sommer 1912 lernte Hedwig Danielewicz, die auch künstlerisch begabt war und zeichnete, den Maler Carl Jung-Dörfler kennen. 1916 wurde Jung-Dörfler als Soldat eingezogen, erlitt aber schon während der Ausbildung einen nervlichen Zusammenbruch. Im Dezember 1916 heirateten „der sensible Maler und die vereinsamte Ärztin“, und fortan nannte sie sich Jung-Danielewicz. Anlässlich der Eheschließung konvertierte sie zum katholischen Glauben und entwickelte in der Folge eine intensive Religiosität. Zu der Verwandtschaft des Ehemannes und zu dessen Heimat pflegte sie enge Beziehungen. Ungeachtet einer innigen Verbindung zwischen den Eheleuten, die im Oktober 1917 in die Uhlandstr. 23 gezogen waren, wurde Jung-Dörfler zunehmend depressiv. Nach einer Fehlgeburt blieb das Paar kinderlos.
1926 wurde bei Jung-Dörfler ein Knochensarkom diagnostiziert und sein linker Unterschenkel amputiert. Er starb am 1. Dezember 1927. Seine Frau widmete sich von nun an hauptsächlich seinem künstlerischen Vermächtnis. Anfang 1934 erkrankte Hedwig Jung-Danielewicz an Brustkrebs. Um sich nach einer schweren Operation zu erholen, machte sie eine Kur in Bad Mergentheim und reiste anschließend nach Palästina. Als sie dem Siegburger Heimatverein im selben Jahr Werke ihres Mannes schenken wollte, zeigte sich dieser erfreut über die Schenkung, der Witwe wollte man jedoch als „Nichtarierin“ die Mitgliedschaft im Verein verweigern. Daraufhin sah sie von dieser Schenkung ab.

### NS-Zeit und Tod

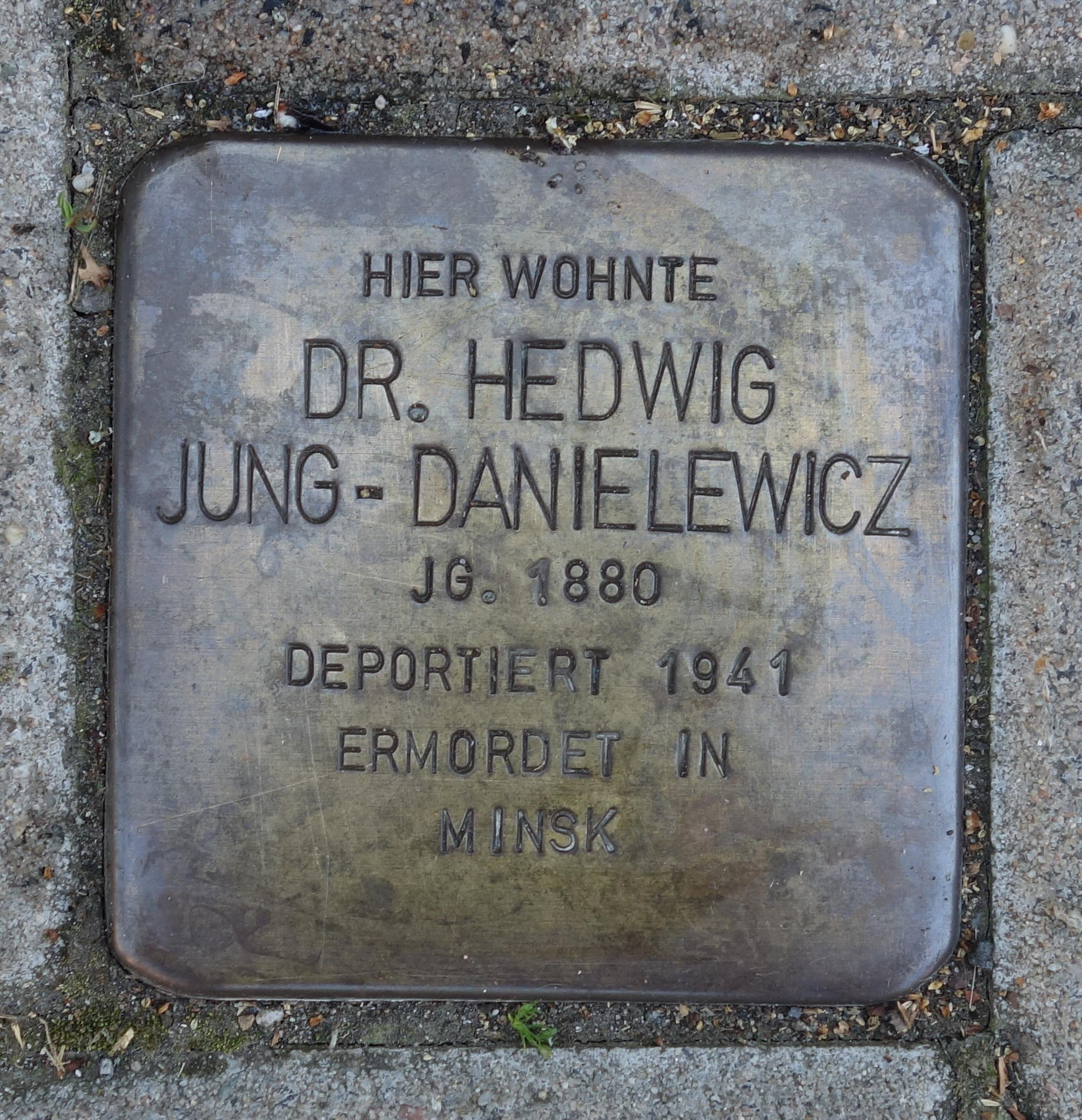
Stolperstein für Hedwig Jung-Danielewicz in Düsseldorf (ehemalige Uhlandstr. 23, jetzt Uhlandstraße 21/Ecke Schumannstraße 25)

Nach der „Machtergreifung“ durch die Nationalsozialisten im Januar 1933 und der folgenden Entrechtung jüdischer Menschen wurden Hedwig Jung-Danielewicz im August 1937 ihr Reisepass und im Juli 1938 die Zulassung als Ärztin entzogen. Nachdem am 11. Juni 1940 ihre Mutter gestorben war, zog sie in deren Wohnung ein paar Häuser weiter zu ihrer Schwester Else in die Uhlandstraße 28. Da sie trotz intensiver Bemühungen keine passende Unterbringung für die Bilder ihres Mannes finden konnte, lud sie die Siegerländer Verwandtschaft des Malers ein, sich in Düsseldorf Bilder abzuholen; zuvor hatte sie schon aus finanziellen Gründen Werke ihres Mannes verkaufen müssen. Die rund 200 Gemälde und Zeichnungen von Jung-Dörfler, die seine Frau bis dahin zusammengehalten hatte, waren seitdem zerstreut. Ende Oktober erhielten die beiden Schwestern den Bescheid zur baldigen Deportation, woraufhin Hedwig Jung-Danielewicz ihr Manuskript Das Leben einer Konvertitin an die katholische Schriftstellerin Gertrud von le Fort sandte. Ein letzter Versuch der Auswanderung mit Hilfe ihres in der Schweiz lebenden Neffen Hans Dahn kam zu spät.
Am 9. November 1941 mussten sich Else und Hedwig Danielewicz an der Sammelstelle, dem Düsseldorfer Schlachthof, einfinden. Sie wurden von einer Nichte von Carl Jung-Dörfler begleitet, die später von den letzten Worten ihrer Tante berichtete: „Nun kann ich meine Demut beweisen.“ Am folgenden Tag wurden insgesamt rund 1000 jüdische Menschen nach Minsk deportiert.
Im Ghetto Minsk wirkte Hedwig Jung-Danielewicz als Krankenbetreuerin. Mit Hilfe des deutschen Gefreiten Max Luchner (1904–1974), der Briefe sowie Pakete mit Lebensmitteln und Medikamenten für sie schmuggelte, konnte sie Kontakt zu ihrer Familie halten. Ihre Schwester Else wurde im Ghetto im Rahmen einer „Aktion“ getötet. Wann und wie Hedwig Jung-Danielewicz zu Tode kam, ist unbekannt. Ihre Nichte Anna Jung erhielt im März 1942 ein letztes Lebenszeichen von ihr. Es gibt Vermutungen, dass sie im Vernichtungslager Maly Trostinez ermordet wurde. Offiziell wurde sie zum 8. Mai 1945 für tot erklärt.

## Schicksal der Familie

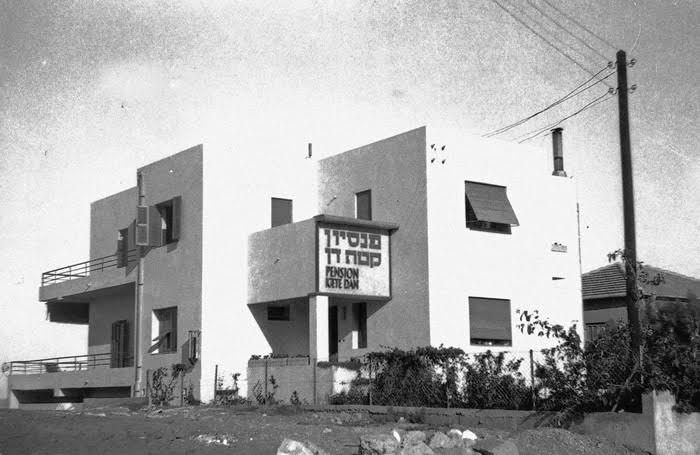
Pension Kaete Dan in Tel Aviv (Juni 1933)

Die Schwester Clara „Clärchen“ Danielewicz war verheiratet mit dem Maschinenbauingenieur Otto Wittkowsky, einem „Arier“, der wegen seiner jüdischen Ehefrau von seinem Arbeitgeber entlassen wurde, aber aufgrund „kriegswichtiger Kenntnisse“ nicht auswandern durfte. Seine Firma behielt den fähigen Wittkowsky – er besaß etwa ein Patent für die Ventile von Pressen – allerdings als „freien Mitarbeiter“ und bezahlte ihm monatlich 1000 Reichsmark. Später tauchten die Eheleute unter; nach dem September 1944, als sie sich in Alzey in Rheinland-Pfalz aufgehalten haben sollen, fehlt jegliches Lebenszeichen von ihnen. Vermutet wird, dass sie bei einem Bombenangriff ums Leben kamen.
Hedwigs Schwester Käte, die Lehrerin war, engagierte sich in der zionistischen Bewegung und war in Berlin Mitglied des Jüdischen Frauenbundes für Turnen und Sport (Ifftus). In der Schweiz studierte sie Tanz an der Schule von Rudolf von Laban. 1922 wanderte sie nach Palästina aus, wo sie zunächst ein Hotel in Safed und anschließend die Pension Kaete Dan am Strand von Tel Aviv eröffnete. Das Haus mit 21 Gästezimmern wurde von der Berliner Architektin Lotte Cohn entworfen, die 1910 gemeinsam mit ihren beiden Schwestern den Ifftus gegründet hatte. Die Pension wurde nach einem späteren Verkauf zur Keimzelle der israelischen Hotelkette Dan Hotels. Als Kaete Dan, verheiratete Dan-Rosen, 1943 von dem Tod ihrer Schwestern erfuhr, erlitt sie einen Nervenzusammenbruch. Sie starb 1978 in Tel Aviv.
Auch ihrem Bruder Richard, von Beruf Zahnarzt, gelang mit seiner Familie die Ausreise nach Palästina; er nannte sich inzwischen Richard Dahn. Er kehrte Mitte der 1950er Jahre nach Deutschland zurück und starb 1964 in Frankfurt am Main. Seine Kinder Lotte und Hans lebten weiterhin in Palästina.

## Gedenken und Ehrung
Am 9. Oktober 2007 wurde vor ihrem zeitweiligen Wohnhaus Uhlandstr. 23 (heute Uhlandstraße 21/Ecke Schumannstraße 25) in Düsseldorf ein Stolperstein verlegt (s. Liste der Stolpersteine in Düsseldorf). Gestiftet wurde dieser von den Mitarbeiterinnen der Düsseldorfer Frauenberatungsstelle.
Am 9. Mai 2015 wurde in Obersdorf, dem Heimatort von Carl Jung-Dörfler, ein Platz an der Adresse Unterer Johannes nach Hedwig Jung-Danielewicz benannt und dort ein Gedenkstein mit Bild- und Schrifttafel für sie enthüllt.
Seit 2024 ist eine Straße in Düsseldorf im Stadtteil Düsseltal nach ihr benannt, Hedwig-Jung-Danielewicz Straße.